# Pusiola nana
Pusiola nana är en fjärilsart som beskrevs av Walker 1854. Pusiola nana ingår i släktet Pusiola och familjen björnspinnare. Inga underarter finns listade.